# 터스톤 홀
터스톤 홀(Thurston Hall, 1882년 5월 10일 ~ 1958년 2월 20일)은 미국의 배우, 연극 배우이다.

## 영화
- 밴드 웨곤 (1953년)
- 애보트와 코스텔로- 크리스마스 쇼 (1952년)
- 스커트 어호이 (1952년)
- 텍사스 카니발 (1951년)
- 딕 트레이시 - 1950년 시리즈 (1950년)
- 밴디트 퀸 (1950년)
- 마천루 (1949년)
- 쓰리 다링 다터스 (1948년)
- 업 인 센트럴 파크 (1948년)
- 월터의 비밀 인생 (1947년) - 브루스 피어스 역
- 웰컴 스트레인저 (1947년)
- 언피니시드 댄스 (1947년)
- 검은 황금 (1947년)
- 모닝 비컴 일렉트라 (1947년)
- 농부의 딸 (1947년)
- 위드아웃 레저베이션스 (1946년) - 헨리 볼드윈 역
- 쓰리 리틀 걸스 인 블루 (1946년)
- 보스톤에서 온 두 자매 (1946년)
- 스릴 오브 어 로맨스 (1945년)
- 썸딩 포 더 보이즈 (1944년)
- 폴로우 더 보이즈 (1944년)
- 윌슨 (1944년)
- 아이 두드 잇 (1943년)
- 크래쉬 다이브 (1943년)
- 이 땅은 나의 것 (1943년)
- 영웅의 여자 (1942년)
- 홀드 댓 고스트 (1941년)
- 인 더 네이비 (1941년)
- 리멤버 더 데이 (1941년)
- 대단한 거짓말 (1941년)
- 버지니아 시티 (1940년) - Gen. 조지 미디 역
- 파랑새 (1940년)
- 위대한 맥긴티 (1940년)
- 닷지 시티 (1939년)
- 더 스타 메이커 (1939년)
- 쓰리 스마트 걸 그로우 업 (1939년)
- 퍼스트 러브 (1939년)
- 하드 투 겟 (1938년)
- 데어 올웨이스 어 우먼 (1938년)
- 고잉 프레이스 (1938년)
- 테오도라 고즈 와일드 (1936년)
- 메트로폴리탄 (1935년)
- 클레오파트라 (1917년)